# Ligny-en-Barrois
Pour les articles homonymes, voir Ligny et Barrois (homonymie).
Ligny-en-Barrois est une commune française d'environ 3600 habitants du Nord-Est de la France, en Lorraine, dans la région administrative Grand Est, chef-lieu de canton du département de la Meuse.
Ses habitants sont appelés les Linéens.
La commune de Ligny-en-Barrois est labellisée Village étape depuis 2005.

## Géographie

### Localisation
La ville de Ligny-en-Barrois se situe dans le sud du département de la Meuse et dans l'ouest de la région Lorraine, au croisement de l'Ornain et de la route nationale 4 qui relie Paris à Strasbourg.
Les villes les plus proches sont, à vol d'oiseau, Bar-le-Duc à environ 15 km au nord-ouest, Commercy à 22 km au nord-est, Saint-Dizier (Haute-Marne) à 30 km à l'ouest, et Neufchâteau (Vosges) à 50 km au sud-est. Les grandes villes les plus proches sont Nancy à 62 km, Metz à 78 km, Troyes à 102 km et Reims à 113 km.
| Nant-le-Grand         | Velaines           | Willeroncourt          |
| Maulan, Nant-le-Petit | Ligny-en-Barrois   | Chanteraine, Givrauval |
| Fouchères-aux-Bois    | Dammarie-sur-Saulx | Villers-le-Sec         |

### Géologie
Le Sud de la Meuse appartient à la cuvette sédimentaire du bassin parisien dont il forme le rebord oriental. Il est constitué géologiquement d'une succession de formations d'âge secondaire légèrement inclinées vers l'ouest, couches dures calcaires et couches de marnes et de roches argileuses plus tendres. Le plateau du Barrois est constitué en surface de calcaire jurassique,.
Hydrogéologie et climatologie : Système d’information pour la gestion des eaux souterraines en Seine-Normandie, par le BRGM :
Territoire communal : Occupation du sol (Corinne Land Cover); Cours d'eau (BD Carthage),
Géologie : Carte géologique; Coupes géologiques et techniques,
 Hydrogéologie : Masses d'eau souterraine; BD Lisa; Cartes piézométriques.

### Hydrographie
La commune est dans la région hydrographique « la Seine de sa source au confluent de l'Oise (exclu) » au sein du bassin Seine-Normandie. Elle est drainée par l'Ornain, le canal de la Marne au Rhin, le Fossé 01 de la Vallée des Grèves, le ruisseau des Annonciades, le Fossé 01 des Culs de Chaudron, le Fossé 01 de Vaunéval et le Fossé 01 du Val des Chats,.
Ligny-en-Barrois est bâtie principalement sur la rive gauche de l'Ornain, qui arrose également Bar-le-Duc en aval. Cette rivière, d'une longueur de 116 km, prend sa source dans la commune de Grand et se jette  dans la Saulx à Étrepy, après avoir traversé 36 communes. La ville est située dans la partie la plus étroite de la vallée, qui est profondément encaissée dans le plateau du Barrois, l'une des cuestas de l'est du Bassin parisien, avec une différence d'altitude entre le plateau et le fond de la vallée de 100 mètres ou plus. L'altitude de la commune varie de 217 mètres dans la vallée à 386 mètres sur le plateau.
Le canal de la Marne au Rhin longe l'Ornain et passe à l'ouest de la ville. Long de 293 km et 178 écluses à l'origine, il relie la Marne (à Vitry-le-François) au Rhin (à Strasbourg). Par le canal latéral de la Marne, il est connecté au réseau navigable de la Seine vers l'Île-de-France et la Normandie.

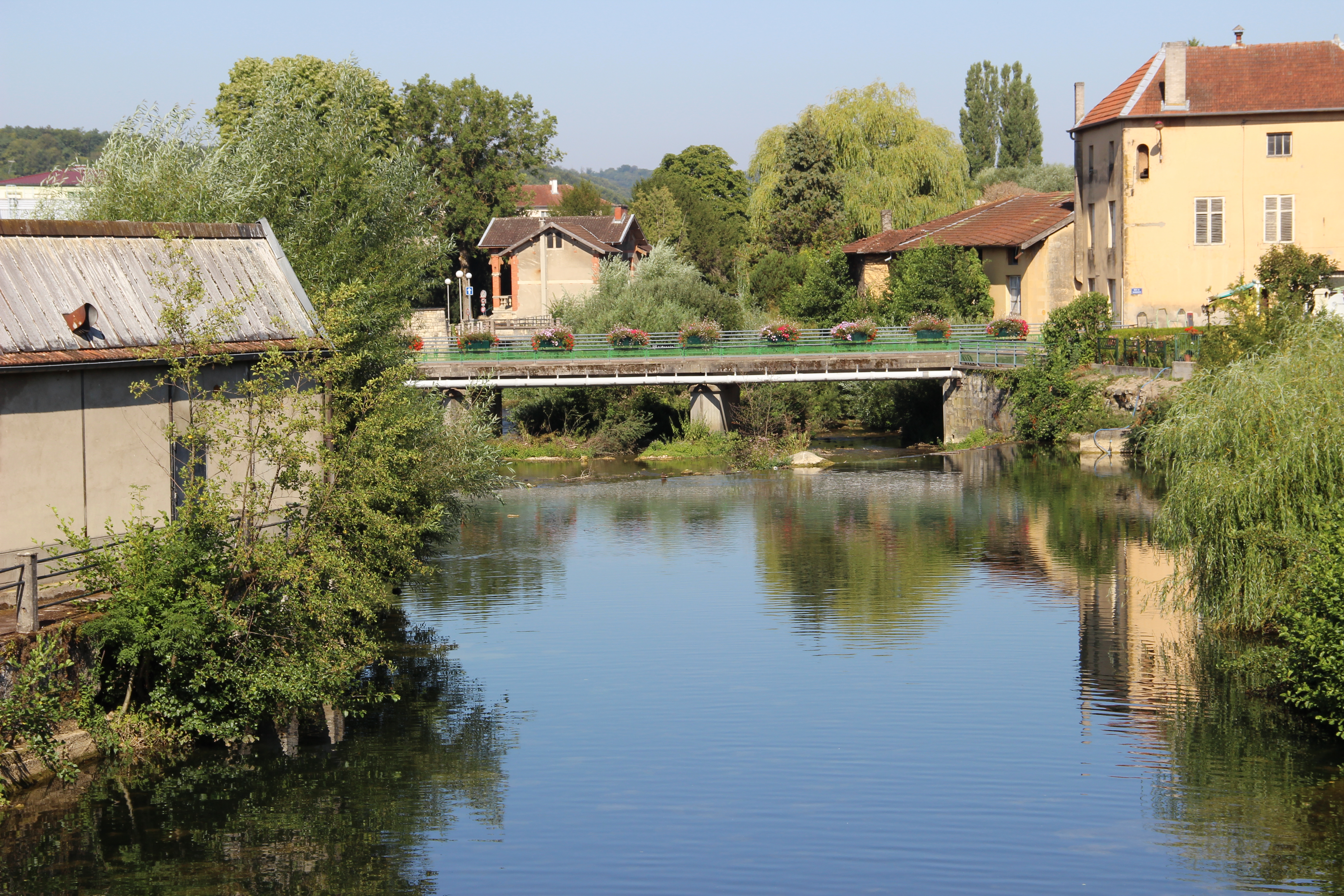
L'Ornain à Ligny.
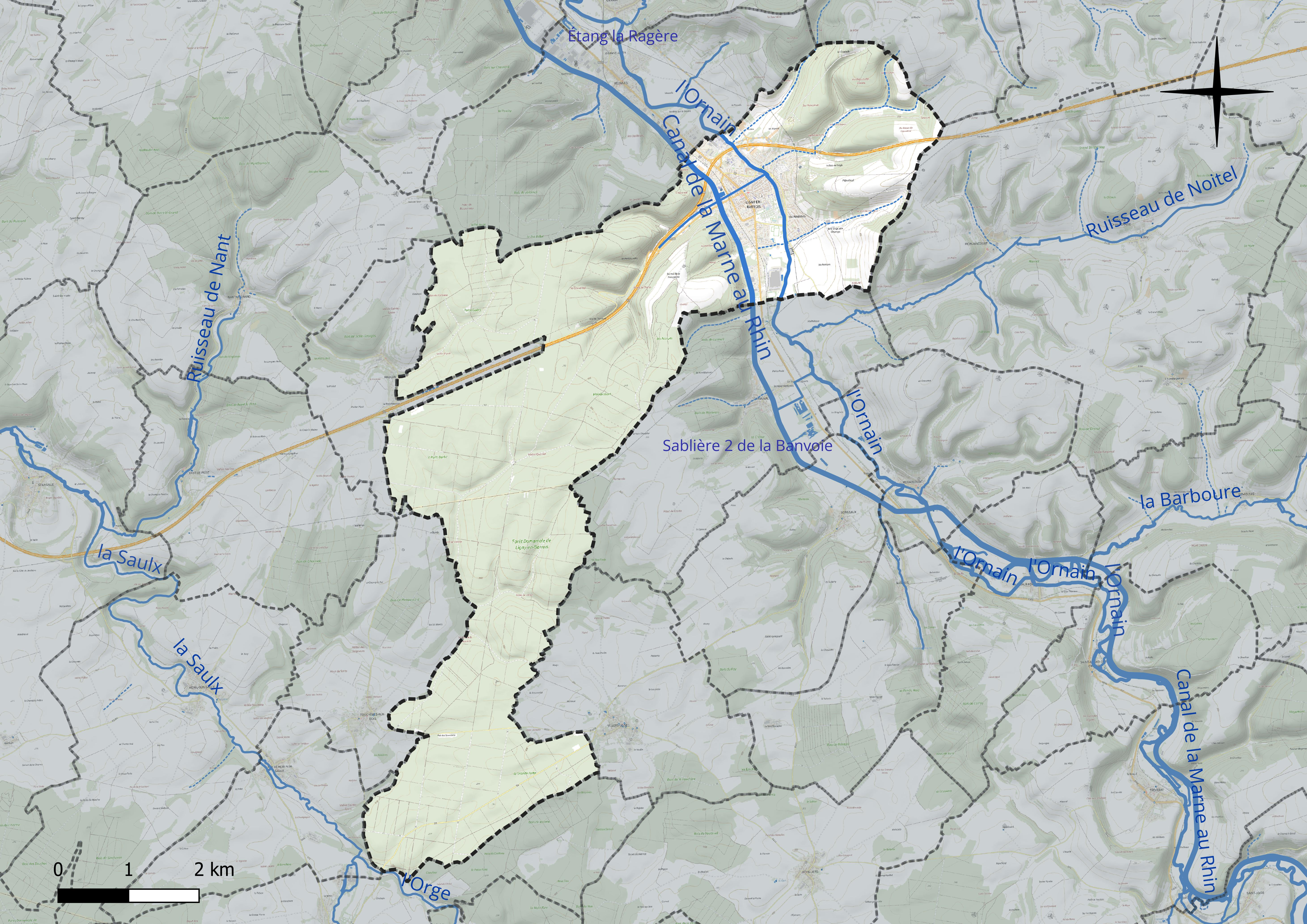
Réseau hydrographique de Ligny-en-Barrois.

### Climat
Pour des articles plus généraux, voir Climat du Grand Est et Climat de la Meuse.
En 2010, le climat de la commune est de type climat de montagne, selon une étude du Centre national de la recherche scientifique s'appuyant sur une série de données couvrant la période 1971-2000. En 2020, Météo-France publie une typologie des climats de la France métropolitaine dans laquelle la commune est exposée à un climat océanique altéré et est dans la région climatique  Lorraine, plateau de Langres, Morvan, caractérisée par un hiver rude (1,5 °C), des vents modérés et des brouillards fréquents en automne et hiver.
Pour la période 1971-2000, la température annuelle moyenne est de 10,1 °C, avec une amplitude thermique annuelle de 16 °C. Le cumul annuel moyen de précipitations est de 1 003 mm, avec 13,8 jours de précipitations en janvier et 9,6 jours en juillet. Pour la période 1991-2020, la température moyenne annuelle observée sur la station météorologique de Météo-France la plus proche, « Erneville aux Bois_sapc », sur la commune d'Erneville-aux-Bois à 9 km à vol d'oiseau, est de 9,9 °C et le cumul annuel moyen de précipitations est de 1 021,5 mm. 
La température maximale relevée sur cette station est de 39,4 °C, atteinte le 25 juillet 2019 ; la température minimale est de −24,2 °C, atteinte le 18 février 1956,,.
Les paramètres climatiques de la commune ont été estimés pour le milieu du siècle (2041-2070) selon différents scénarios d'émission de gaz à effet de serre à partir des nouvelles projections climatiques de référence DRIAS-2020. Ils sont consultables sur un site dédié publié par Météo-France en novembre 2022.

## Urbanisme

### Typologie
Au 1er janvier 2024, Ligny-en-Barrois est catégorisée bourg rural, selon la nouvelle grille communale de densité à sept niveaux définie par l'Insee en 2022.
Elle appartient à l'unité urbaine de Ligny-en-Barrois, une agglomération intra-départementale regroupant quatre  communes, dont elle est ville-centre,,. Par ailleurs la commune fait partie de l'aire d'attraction de Bar-le-Duc, dont elle est une commune de la couronne,. Cette aire, qui regroupe 86 communes, est catégorisée dans les aires de 50 000 à moins de 200 000 habitants,.

### Occupation des sols
L'occupation des sols de la commune, telle qu'elle ressort de la base de données européenne d’occupation biophysique des sols Corine Land Cover (CLC), est marquée par l'importance des forêts et milieux semi-naturels (79,4 % en 2018), une proportion sensiblement équivalente à celle de 1990 (79,9 %). La répartition détaillée en 2018 est la suivante : 
forêts (78,6 %), terres arables (10,3 %), zones urbanisées (5,7 %), zones industrielles ou commerciales et réseaux de communication (2,3 %), zones agricoles hétérogènes (1,9 %), milieux à végétation arbustive et/ou herbacée (0,8 %), prairies (0,4 %). L'évolution de l’occupation des sols de la commune et de ses infrastructures peut être observée sur les différentes représentations cartographiques du territoire : la carte de Cassini (XVIIIe siècle), la carte d'état-major (1820-1866) et les cartes ou photos aériennes de l'IGN pour la période actuelle (1950 à aujourd'hui).

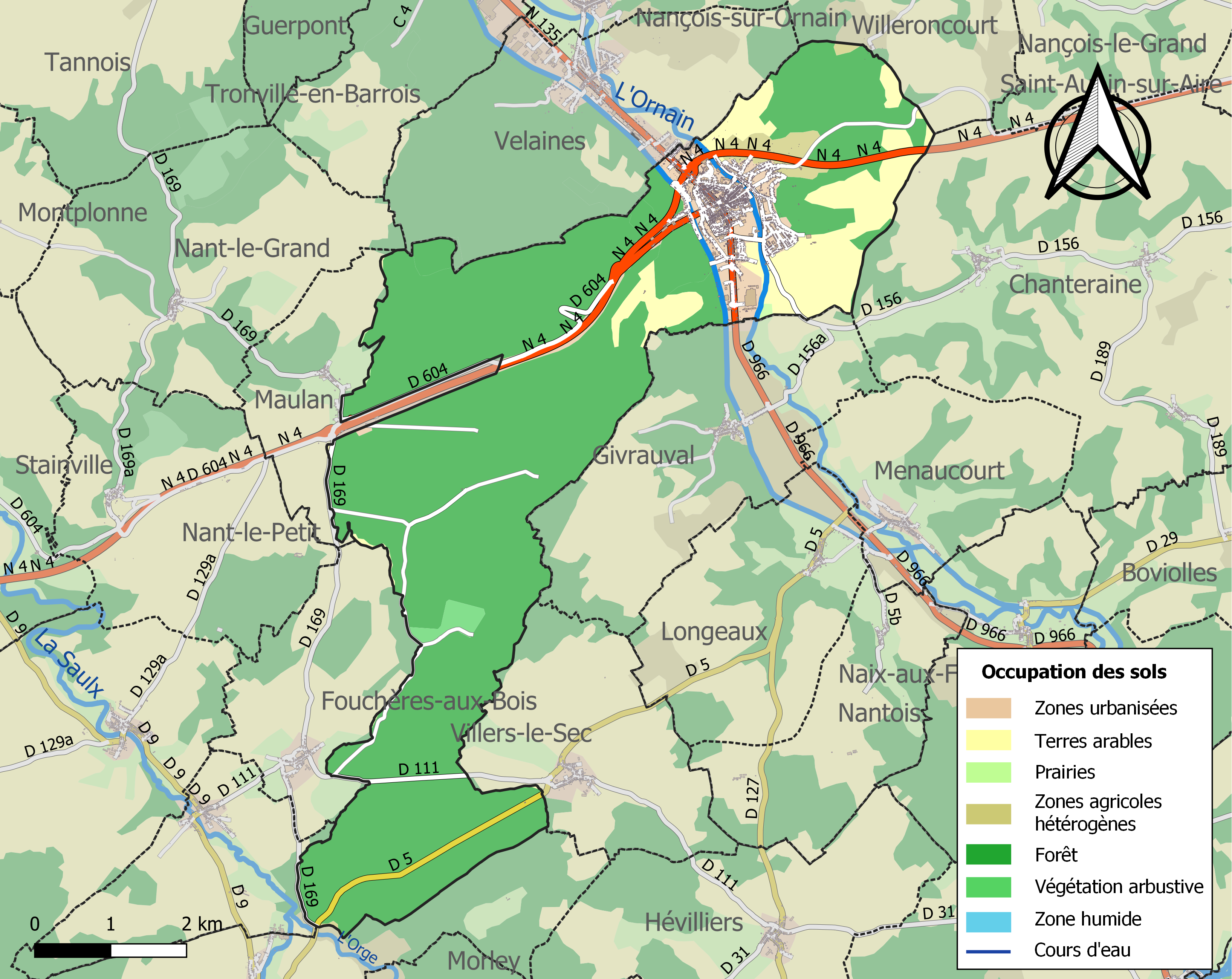
Carte des infrastructures et de l'occupation des sols de la commune en 2018 (CLC).

### Logement
En 2007, il y avait à Ligny-en-Barrois 2 309 logements, dont 40 résidences secondaires (1,7 %). Le nombre de logements vacants a fortement augmenté entre les recensements de 1999 et 2007, passant de 141 (6,3 % du nombre de logements) à 203 (8,8 %), reflétant le faible dynamisme démographique.

### Voies de communication et transports

#### Réseau routier
Ligny-en-Barrois est contournée au nord par la route nationale 4, à deux fois deux voies. Avant la construction de ce contournement la route traversait la ville. Ligny est également au croisement de la route nationale 135 (Bar-le-Duc - Ligny-en-Barrois) et de la route départementale 966 (Ligny-en-Barrois - Houdelaincourt).

#### Réseau ferroviaire
Ligny-en-Barrois est situé sur la ligne ferroviaire Nançois-Tronville - Neufchâteau, fermée au trafic voyageurs depuis 1969. La section Nançois-Tronville - Gondrecourt est toujours exploitée pour le transport de marchandises, principalement de céréales, sous le régime de la voie unique à trafic restreint (VUTR). La gare ferroviaire ouverte au trafic voyageurs la plus proche est à Bar-le-Duc (à 16 km). Certains trains TER Lorraine desservent cependant la gare de Nançois-Tronville (à 5 km) sur la ligne de Châlons-en-Champagne à Nancy.

#### Transports en commun
La ville est desservie par deux lignes d'autocars du Réseau Intermodal des Transports de la Meuse (RITM), vers Bar-le-Duc (ligne 17) et Gondrecourt-le-Château (ligne 18) ainsi que par une ligne de transport à la demande vers Saint-Aubin-sur-Aire.

## Toponymie
Le nom de la localité est attesté sous les formes « Lineium super fluvium Orneum » (962) ; Linei (1180) ; « In castro novo quod Lyneium dicitur » (1191) ; Lineium (1197) ; Lineis (1208) ; Lyneium (1213) ; Lineium-castrum, Ligneium (1217) ; Lineyum (1231) ; Liney (1240) ; Linay (1259) ; « Waleradus comes de Lineio » (XIVe siècle) ; Comté de Liny (1420) ; Liney-en-Barrois (1549) ; Ligniacum (1749) ; Ligni-sur-Orney, Liniacum (1756) ;
Au cours de la Révolution française, la commune porte le nom écourté de Ligny.

Du gaulois -lanum, « plaine ».
Le Barrois (lorrain de Bar-le-Duc) est une micro-région naturelle de France couvrant environ le quart sud-ouest du département de la Meuse.

## Histoire

### Moyen Âge
Au début du XIIe siècle, la seigneurie de Ligny était dans la mouvance des comtes de Champagne. En 1155, par le mariage de Renaud II, comte de Bar avec Agnès de Champagne, elle passe au comté de Bar. Leur petit-fils Henri II la donna en dot à sa fille Marguerite à l'occasion de son mariage avec Henri V, comte de Luxembourg qui, en 1262, la donna à son second fils Valéran, le fondateur de la maison de Luxembourg-Ligny.
En 1285, Valéran de Luxembourg, appelé aussi Valéran de Ligny par Jacques Bretel dans son reportage poétique sur le Tournoi de Chauvency, est l'un des principaux héros de ces journées de joutes et de jeux guerriers. Frère de Henri le Lion, comte de Luxembourg, il est aussi présent à Chauvency-le-Château, et il mourra comme lui et avec lui lors de la bataille de Worringen en 1288.
En 1364, la seigneurie est élevée au rang de comté par le roi de France Charles V pour Gui de Luxembourg qui est aussi comte de Saint Pol (Saint-Pol-sur-Ternoise).
En théorie, les comtes de Luxembourg-Ligny étaient des vassaux des ducs de Bar, mais ils ont souvent cherché à s'en affranchir en nouant des alliances avec leurs puissants voisins, tantôt avec le Saint Empire, tantôt avec la Bourgogne ou avec le royaume de France.
Au début de la guerre de Cent Ans, ils soutiennent Charles V mais de 1415 à 1430, devenus vassaux des ducs de Bourgogne, ils rejoignent le camp bourguignon avec les Anglais contre la France. En 1430, c'est Jean II de Luxembourg-Ligny qui capture Jeanne d'Arc à Compiègne et la vend aux Anglais.

### Époque moderne
En 1475, la guerre de Cent Ans terminée, Louis XI confisque le comté en représailles et fait décapiter le comte Louis Ier à Paris. Le comté est donné à la maison de Bourbon-Roussillon avant d'être rendu aux Luxembourg par Charles VIII, ceux-ci devenant alors de fidèles alliés du roi de France.
Le 12 juillet 1542, François 1° fut accueilli à la Porte du piège d'où il laça le cry de guerre à Charles V  et ordonna la construction d'une citadelle à Pilvétu En mai 1544, Ligny reçu une garnison de 1500 hommes dont 500 mercenaire italiens.
Le 24 juin 1544, après s'être emparés de Commercy, les impériaux, commandés par Ferdinand de Gonzague, arrivèrent devant Ligny, L'attaque fut si subite et intense que, dès le lendemain les défenseurs décidèrent de capituler. Les impériaux s'engouffrèrent par le brèche faite par la canonnade et se mirent à piller, massacrer et incendier la ville. L'église paroissiale fut en partie détruite. Le comte Antoine de Luxembourg fut fait prisonnier. Charles Quint vint à Ligny le 12 juillet puis ses troupes furent arrêtées à St Dizier.
En 1642, la ville qui était occupée par les lorrains est prise par les troupes françaises.
Par mariage, le comté passe au XVIIe siècle à la maison de Montmorency. Charles de Montmorency-Luxembourg le vend en 1719 à Léopold Ier de Lorraine qui l'intègre à ses possessions (cf : Maison de Luxembourg ).

## Politique et administration

### Administration municipale
Ligny-en-Barrois est chef-lieu d'un canton qui comprend 20 communes et 10 890 habitants en 2007.
La commune appartient à la première circonscription de la Meuse dont le député pour la XIIIe législature est M. Bertrand Pancher (UMP).
La population de la commune étant comprise entre 5 000 et 10 000 habitants en 1999, le nombre de conseillers municipaux est de 29. Depuis les élections municipales de 2008, 14 femmes en sont membres.

### Intercommunalité
Ligny-en-Barrois est membre depuis le 1er janvier 1999 de la communauté de communes du Centre Ornain (CCCO), qui regroupe 12 communes et 9 442 habitants en 2010.
En janvier 2013, la communauté de communes est fusionnée avec la communauté de communes de Bar-le-Duc pour former la communauté d'agglomération Bar-le-Duc Sud Meuse appelée Meuse Grand Sud. En 2014, celle-ci regroupe 33 communes et un peu plus de 36 000 habitants.

### Liste des maires
| Période                                  | Période        | Identité                                 | Étiquette    | Qualité                                                                |
| ---------------------------------------- | -------------- | ---------------------------------------- | ------------ | ---------------------------------------------------------------------- |
| maire en 1837                            | ?              | Edmé Jean Willemard-Grosjean (1786-1859) |              | Maire nommé par le Roi                                                 |
| Les données manquantes sont à compléter. |                |                                          |              |                                                                        |
| 1945                                     | 1973 (décès)   | Louis Dodin                              | SFIO puis PS | Ouvrier Conseiller général du canton de Ligny-en-Barrois (1945 → 1973) |
| Les données manquantes sont à compléter. |                |                                          |              |                                                                        |
| mars 1983                                | juin 1995      | Bernard Thévenin                         |              |                                                                        |
| juin 1995                                | mars 2001      | Jean-Pierre Polmard                      | DVD          |                                                                        |
| mars 2001                                | décembre 2010  | Jean-François Muel                       | PS           |                                                                        |
| janvier 2011                             | 28 mars 2014   | Marie-Hélène Simon                       | PS           |                                                                        |
| 28 mars 2014                             | 3 juillet 2020 | Jean-Claude Rylko                        | DVD          | Chef d'entreprise                                                      |
| 3 juillet 2020                           | En cours       | Jean-Michel Guyot                        | DVD          | Retraité                                                               |
| Les données manquantes sont à compléter. |                |                                          |              |                                                                        |

### Politique environnementale
La protection et la mise en valeur de l’environnement, ainsi que l'adduction d'eau potable et l'assainissement, font partie des compétences optionnelles de la Communauté de communes du Centre Ornain à laquelle appartient Ligny-en-Barrois. La gestion des zones de développement de l’éolien fait partie de ses compétences facultatives.
Le tri sélectif a été mis en place en 2000 avec 25 points d’apport volontaire. Une déchèterie a été ouverte en 2001 ainsi qu'un lieu destiné à la collecte des déchets électriques et électroniques en 2009. La collecte des piles, le compostage, la collecte des déchets de soins sont également concernés.
Par ailleurs la communauté de communes gère elle-même la production et la distribution d’eau potable. Elle a entrepris la mise en conformité de la station d’épuration de Tronville-en-Barrois et du réseau d’acheminement de l’eau potable, ainsi que le nettoyage des berges de l’Ornain et la construction d’une chaufferie à bois à Ligny-en-Barrois.

### Jumelages
Depuis 1998, Ligny-en-Barrois est jumelée avec :
- Aichtal (Allemagne) depuis 1998[34].

## Population et société

### Démographie

#### Évolution démographique
L'évolution du nombre d'habitants est connue à travers les recensements de la population effectués dans la commune depuis 1793. Pour les communes de moins de 10 000 habitants, une enquête de recensement portant sur toute la population est réalisée tous les cinq ans, les populations de référence des années intermédiaires étant quant à elles estimées par interpolation ou extrapolation. Pour la commune, le premier recensement exhaustif entrant dans le cadre du nouveau dispositif a été réalisé en 2006.

En 2022, la commune comptait 3 696 habitants, en évolution de −8,92 % par rapport à 2016 (Meuse : −4,4 %, France hors Mayotte : +2,11 %).
| 1793  | 1800  | 1806  | 1821  | 1831  | 1836  | 1841  | 1846  | 1851  |
| ----- | ----- | ----- | ----- | ----- | ----- | ----- | ----- | ----- |
| 3 100 | 2 770 | 2 978 | 3 034 | 3 212 | 3 185 | 3 147 | 3 246 | 3 232 |

| 1856  | 1861  | 1866  | 1872  | 1876  | 1881  | 1886  | 1891  | 1896  |
| ----- | ----- | ----- | ----- | ----- | ----- | ----- | ----- | ----- |
| 2 892 | 3 267 | 3 792 | 4 006 | 4 211 | 4 512 | 4 930 | 5 101 | 5 352 |

| 1901  | 1906  | 1911  | 1921  | 1926  | 1931  | 1936  | 1946  | 1954  |
| ----- | ----- | ----- | ----- | ----- | ----- | ----- | ----- | ----- |
| 5 857 | 5 488 | 5 529 | 5 311 | 5 121 | 5 031 | 4 829 | 4 557 | 4 910 |

| 1962  | 1968  | 1975  | 1982  | 1990  | 1999  | 2006  | 2011  | 2016  |
| ----- | ----- | ----- | ----- | ----- | ----- | ----- | ----- | ----- |
| 5 157 | 5 861 | 6 143 | 5 591 | 5 342 | 5 035 | 4 609 | 4 205 | 4 058 |

| 2021  | 2022  | - | - | - | - | - | - | - |
| ----- | ----- | - | - | - | - | - | - | - |
| 3 803 | 3 696 | - | - | - | - | - | - | - |

#### Pyramide des âges
La population de la commune est relativement âgée.
En 2018, le taux de personnes d'un âge inférieur à 30 ans s'élève à 29,2 %, soit en dessous de la moyenne départementale (32,4 %). À l'inverse, le taux de personnes d'âge supérieur à 60 ans est de 35,5 % la même année, alors qu'il est de 29,6 % au niveau départemental.
En 2018, la commune comptait 1 939 hommes pour 2 104 femmes, soit un taux de 52,04 % de femmes, légèrement supérieur au taux départemental (50,49 %).
Les pyramides des âges de la commune et du département s'établissent comme suit.
| Hommes | Classe d’âge | Femmes |
| ------ | ------------ | ------ |
| 0,7    | 90 ou +      | 3,4    |
| 9,5    | 75-89 ans    | 14,8   |
| 20,9   | 60-74 ans    | 21,4   |
| 21,2   | 45-59 ans    | 19,8   |
| 15,4   | 30-44 ans    | 14,4   |
| 16,8   | 15-29 ans    | 12,5   |
| 15,5   | 0-14 ans     | 13,7   |

| Hommes | Classe d’âge | Femmes |
| ------ | ------------ | ------ |
| 0,8    | 90 ou +      | 2,2    |
| 7,6    | 75-89 ans    | 11     |
| 20,2   | 60-74 ans    | 20,5   |
| 20,6   | 45-59 ans    | 20     |
| 17,4   | 30-44 ans    | 16,8   |
| 16,7   | 15-29 ans    | 13,6   |
| 16,8   | 0-14 ans     | 15,8   |

#### Mobilité résidentielle sur cinq ans
En 2007, 81,5 % des résidents habitaient Ligny-en-Barrois cinq ans plus tôt, tandis que 4,9 % seulement venaient d'un autre département. Ceci reflète la faible attractivité démographique constatée par l'Insee dans l'ouest du département de la Meuse, zone voisine de trois départements dont la population a diminué et éloignée des grands centres urbains ainsi que des zones frontalières plus dynamiques du sillon mosellan, de Belgique et du Luxembourg.

### Enseignement
Ligny-en-Barrois est située dans la circonscription de Bar-le-Duc de la Direction des services départementaux de l'Éducation nationale de la Meuse, qui dépend elle-même de l'académie de Nancy-Metz. La commune gère l'école maternelle Mélusine et les écoles élémentaires Raymond-Poincaré et Bernard-Thévenin. Le département gère le collège et SEGPA Robert-Aubry.
Un ensemble scolaire privé est présent : L'ESCLi (Ensemble Scolaire Catholique de Ligny-en-Barrois) regroupe l'école primaire Notre-Dame-des-Vertus, le collège Bienheureux-Pierre-de-Luxembourg, le Lycée Professionnel Notre-Dame-des-Vertus (spécialisé en Esthétique et Coiffure) ainsi que le Centre de Formation Continue (CFC) Notre-Dame,.

### Manifestations culturelles et festivités
Concerts, foires, salon des peintres, des collectionneurs, Fête patronale, Course de Caisse à savon, Fête du sport, des voisins, Saint Nicolas, Carnaval, Loto, chasse aux œufs, sont les différents événements festifs organisés par la ville et le comité des fêtes.
Tout au long de l'année, les associations proposent elles aussi de nombreuses manifestations sportives, festives et culturelles.

### Santé
Ligny-en-Barrois compte en 2010 neuf médecins généralistes, trois dentistes et une antenne du Service Médical Interprofessionnel Meusien (médecine du travail) ainsi que deux centres médico-psychologiques, infanto-juvénile et pour adultes. La maison de retraite publique ou EHPAD de la rue Raymond-Poincaré a une capacité de 202 places.

### Sports

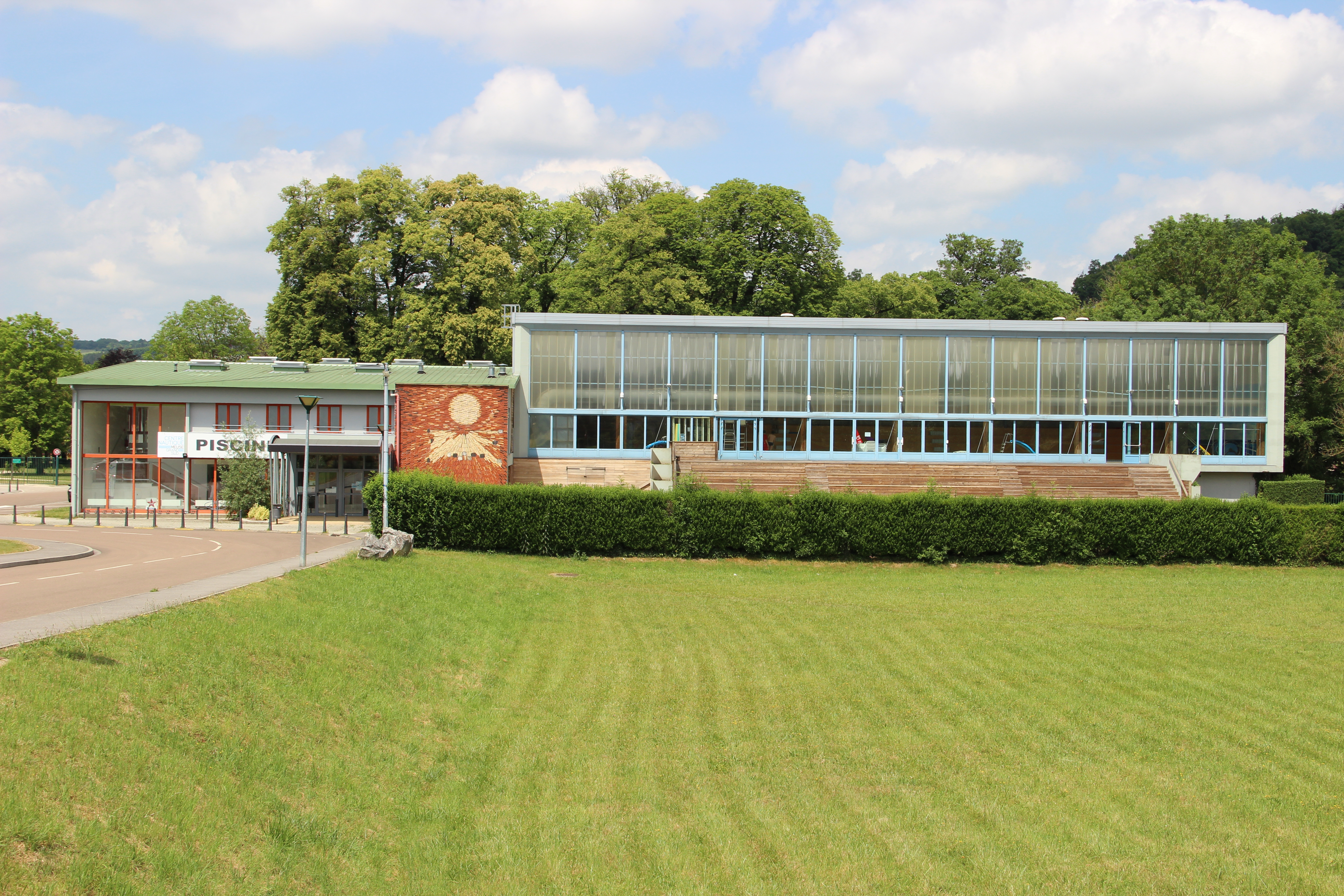
La piscine.

Il existe une dizaine de clubs sportifs à Ligny-en-Barrois. L'un des principaux équipements est la piscine « Centre Ornain », gérée par la communauté de communes du Centre Ornain.
L'Office municipal des sports est une association qui a pour mission de gérer les relations entre les clubs sportifs et la municipalité (gestion des équipements sportifs, répartition des subventions etc.)
En cyclisme, le club des Baroudeurs de Ligny, affilié à la FFC comprend plusieurs pratiques telles que :
VTT et ses différentes disciplines (randonnée, cross-country, descente, enduro, trial…) qui sont le centre d'intérêt principal du club, en compétition ou en pratique de loisirs, ses membres pratiquent également le cyclisme sur route. Des sorties d'entraînement sont organisées les samedi et dimanche matin à partir de Ligny, en route ou en VTT, et des déplacements régulièrement proposés pour des compétitions ou des randonnées sportives dans la région. Le club organise chaque année la randonnée pédestre et VTT La Valéran, qui a lieu en juillet à Ligny-en-Barrois.

### Cultes
Les Linéens disposent de lieux de cultes catholique et musulman.
L'église catholique Notre-Dame-des-Vertus dépend de la paroisse catholique « Bienheureux Nicolas de l’Ornain », divisée en quatre communautés dont la communauté de Ligny et rattachée au diocèse de Verdun.
Une salle de prière, gérée par l'association cultuelle musulmane de Ligny, est implantée à Ligny-en-Barrois.

## Économie

### Budget et fiscalité 2022
En 2022, le budget de la commune était constitué ainsi :
- total des produits de fonctionnement : 3 758 000 €, soit 905 € par habitant ;
- total des charges de fonctionnement : 3 395 000 €, soit 817 € par habitant ;
- total des ressources d'investissement : 573 000 €, soit 138 € par habitant ;
- total des emplois d'investissement : 969 000 €, soit 233 € par habitant ;
- endettement : 1 232 000 €, soit 295 € par habitant.

Avec les taux de fiscalité suivants :
- taxe d'habitation : 14,50 % ;
- taxe foncière sur les propriétés bâties : 49,22 % ;
- taxe foncière sur les propriétés non bâties : 53,50 % ;
- taxe additionnelle à la taxe foncière sur les propriétés non bâties : 0,00 % ;
- cotisation foncière des entreprises : 0,00 %.

### Revenus de la population et fiscalité
En 2007, le revenu fiscal médian par ménage était de 15 332 €, ce qui plaçait Ligny au 21 876e rang parmi les 30 687 communes de plus de 50 ménages en métropole.
Chiffres clés Revenus et pauvreté des ménages en 2020 : médiane en 2020 du revenu disponible, par unité de consommation : 19 900 €.

### Emploi, entreprises et commerces

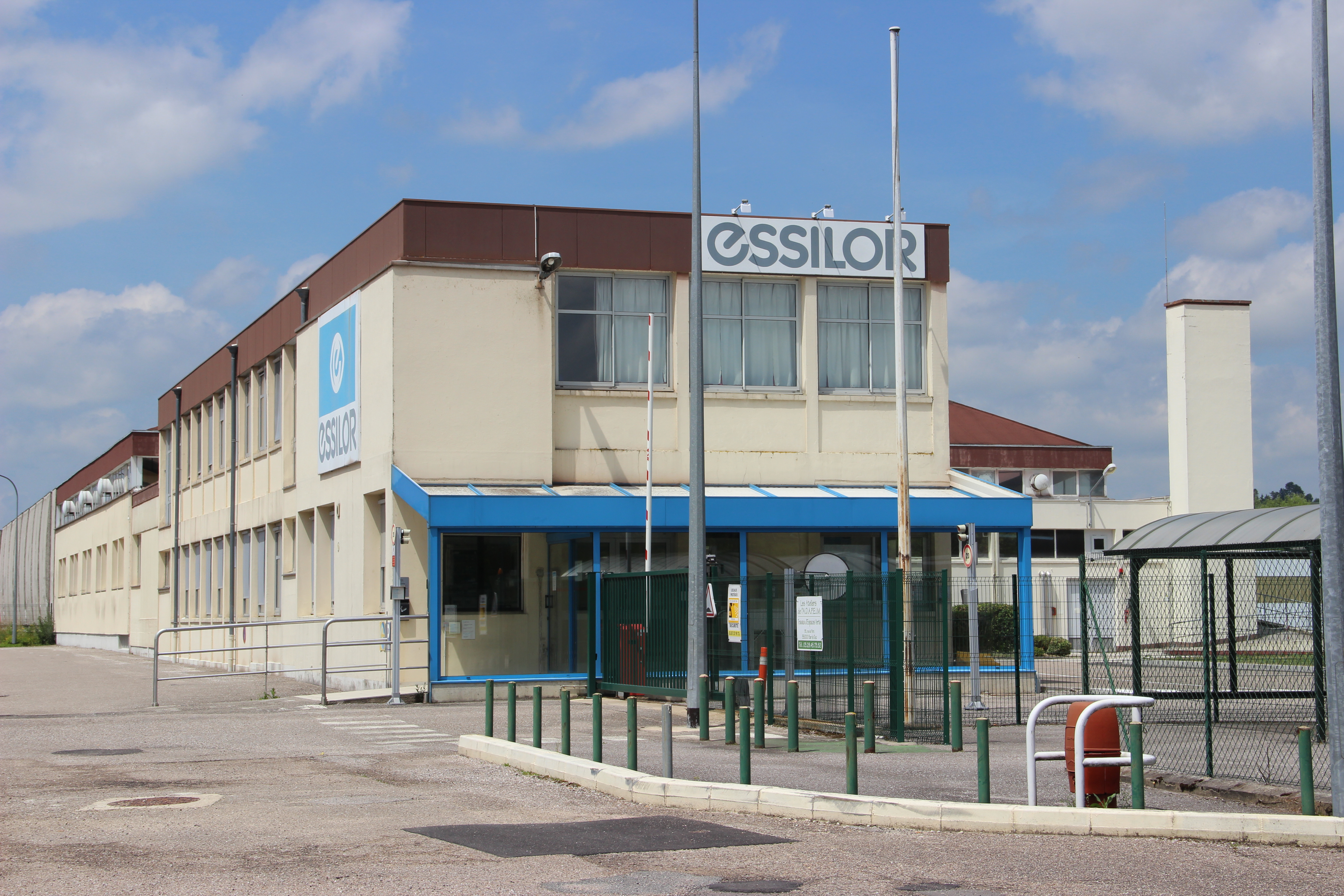
L'usine Essilor de Ligny.

Ligny-en-Barrois est la ville d'origine de la société Essilor spécialisée dans les verres progressifs (Varilux), les verres en polycarbonate (Airwear) et les verres Crizal ainsi que dans les appareils de mesure, de contrôle, de régulation et de détection. Elle emploie 770 salariés sur son site de Ligny (usines de la Compasserie et des Battants). La MPB (Mécanique de précision du Barrois) occupe 45 personnes.
La ville a en projet la création d'une « Maison de l'Optique » et ambitionne de devenir la « Cité Européenne de l'Optique ».
L'autre industrie importante est le site de production de bus d'EvoBus appartenant au groupe allemand Daimler AG qui fournit 460 emplois : en 2013, 680 véhicules ont été assemblés sur le site de Ligny.

## Culture locale et patrimoine

### Lieux et monuments

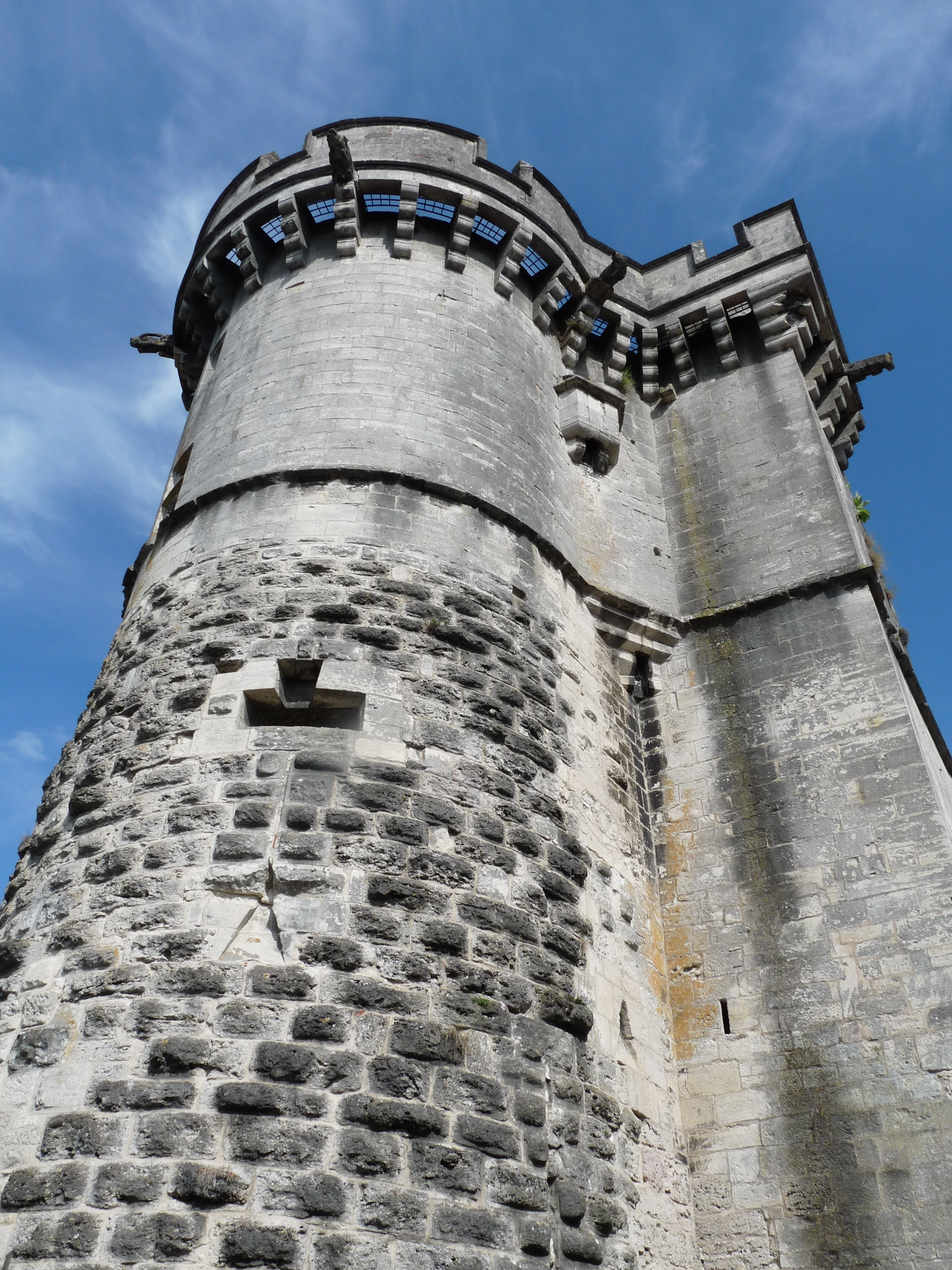
La tour Valéran.

Porte de Ville dite Porte Dauphine ou Porte de France.
Située rue Leroux, datant du XVIIIe siècle, elle est inscrite au titre des monuments historiques depuis 1928.
Hôtel des Fermes
Situé au 19, rue Leroux, l'édifice est inscrit au titre des monuments historiques depuis 1928 pour sa façade sur rue avec les balcons en fer forgé et sa façade sur cour.
La tour Valéran
La construction de la tour commence au XIIIe siècle. Elle est achevée sous le règne de Valéran III de Nassau, comte de Ligny de 1374 à 1415. Pièce maîtresse du système défensif de la cité comme en témoignent archères, meurtrières, canonnières et mâchicoulis, elle encadrait, avec la tour des Canons, la porte des Moulins qui était la seule voie de communication avec l'extérieur. Elle est transformée en prison cantonale au XVIIe siècle et le reste jusqu'en 1840, date à laquelle elle est classée à l'inventaire des monuments historiques sur la première liste.
Église Notre-Dame-des-Vertus
La première église paroissiale qui datait des XIIe-XIVe siècles a été détruite en 1544 et l'actuelle a été reconstruite en 1552, dans un style gothique marqué par des formes Renaissance sur les deux portails latéraux. Les deux chapelles latérales et le portail principal datent du XIXe siècle. Elle est surmontée d'un clocher carré avec tour qui abrite une cloche de bronze de 1505. Cette église a été inscrite à l'inventaire des monuments historiques le 28 décembre 1928. Une des chapelles latérales contient une peinture sur soie de Notre-Dame-des-Vertus très vénérée à Ligny et dans tout le Barrois. L'origine et la datation de cette œuvre sont incertaines.
Les vitraux datent du XVIe siècle,. La chaire est attribuée à l'école de Ligier Richier. L'église abrite également la sépulture de la maison de Luxembourg-Ligny.
Son grand orgue est l'objet des soins d'une association locale : Les Amis de l'Orgue.

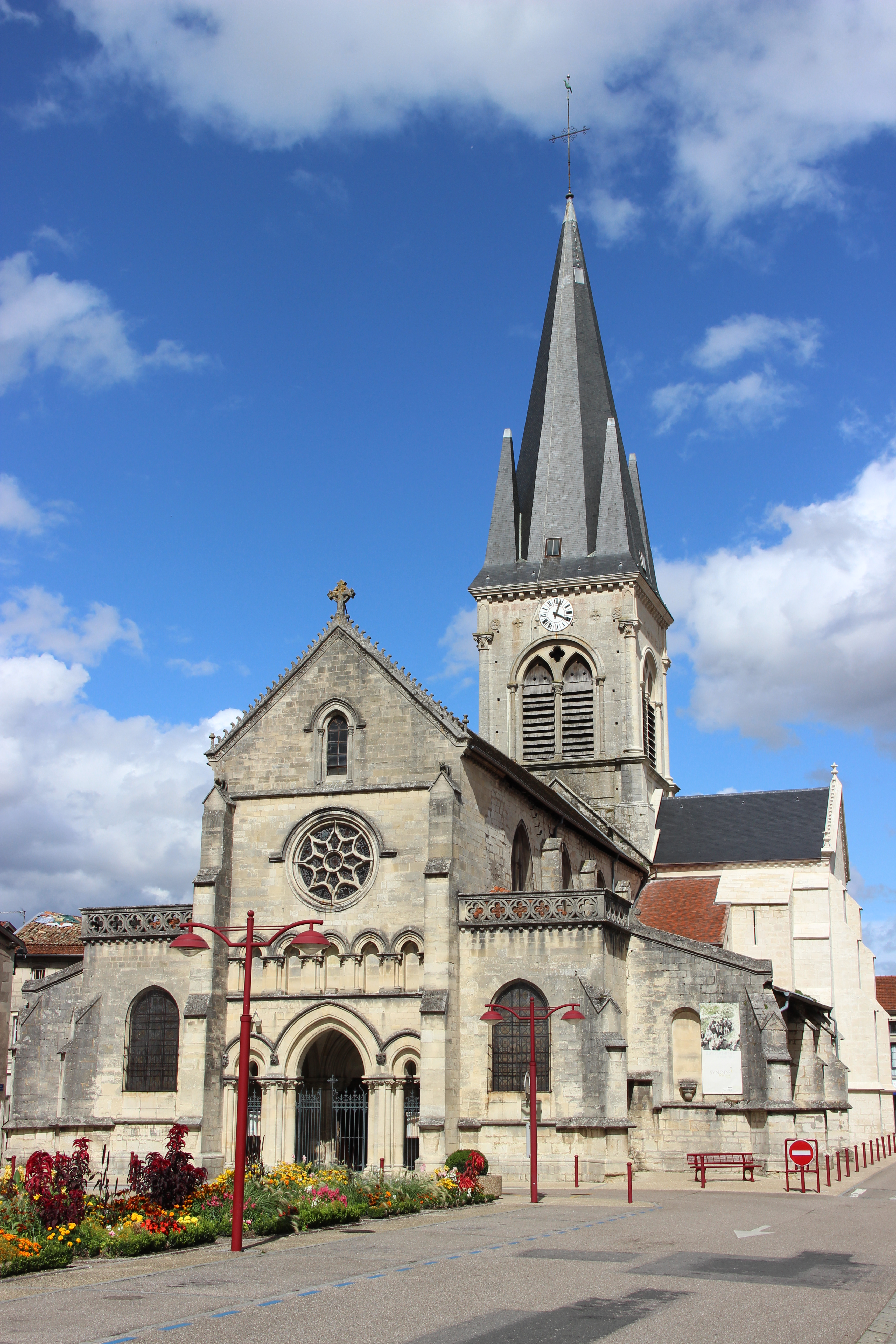
L'église.
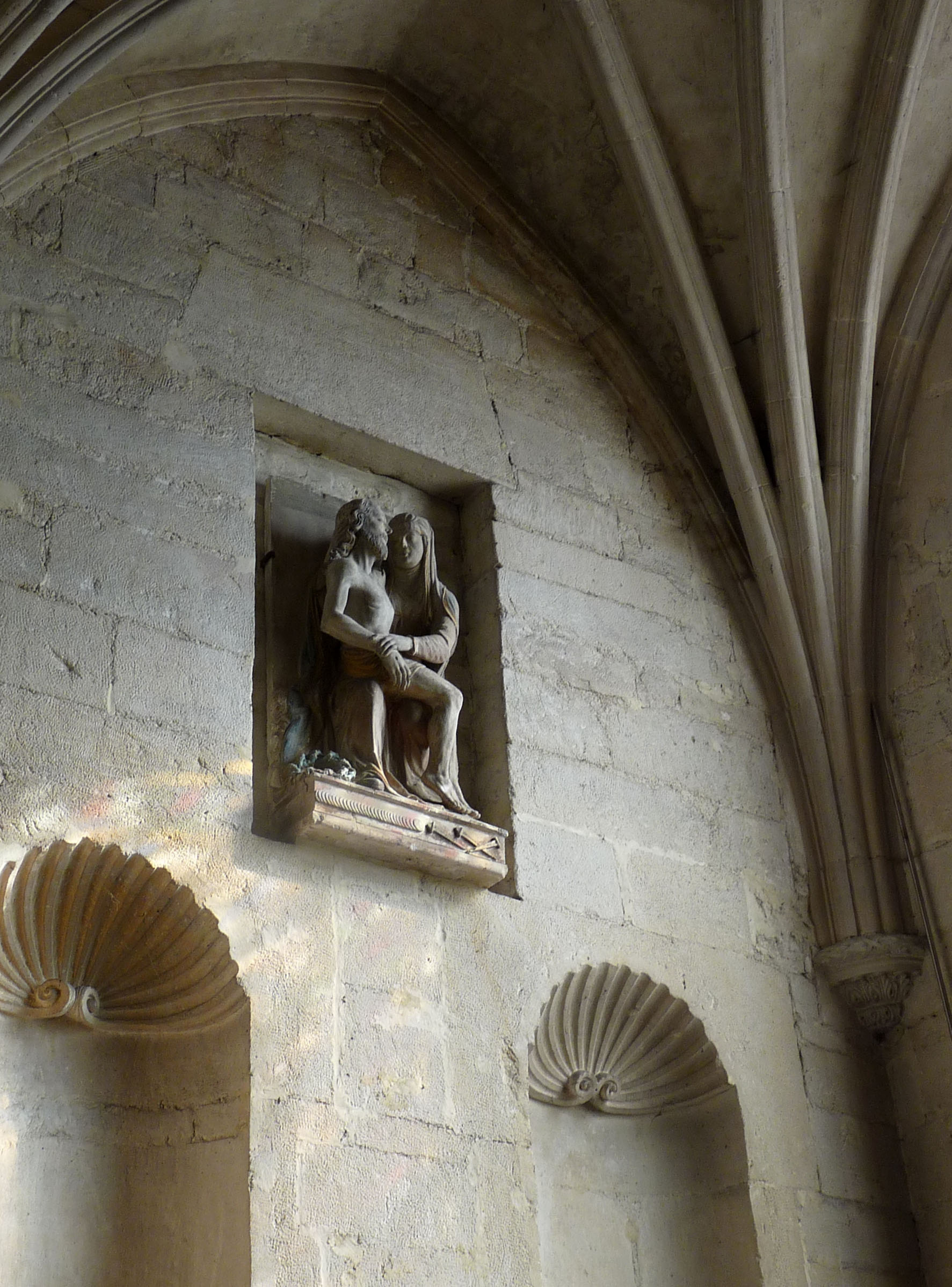
Pietà du XVIe siècle.
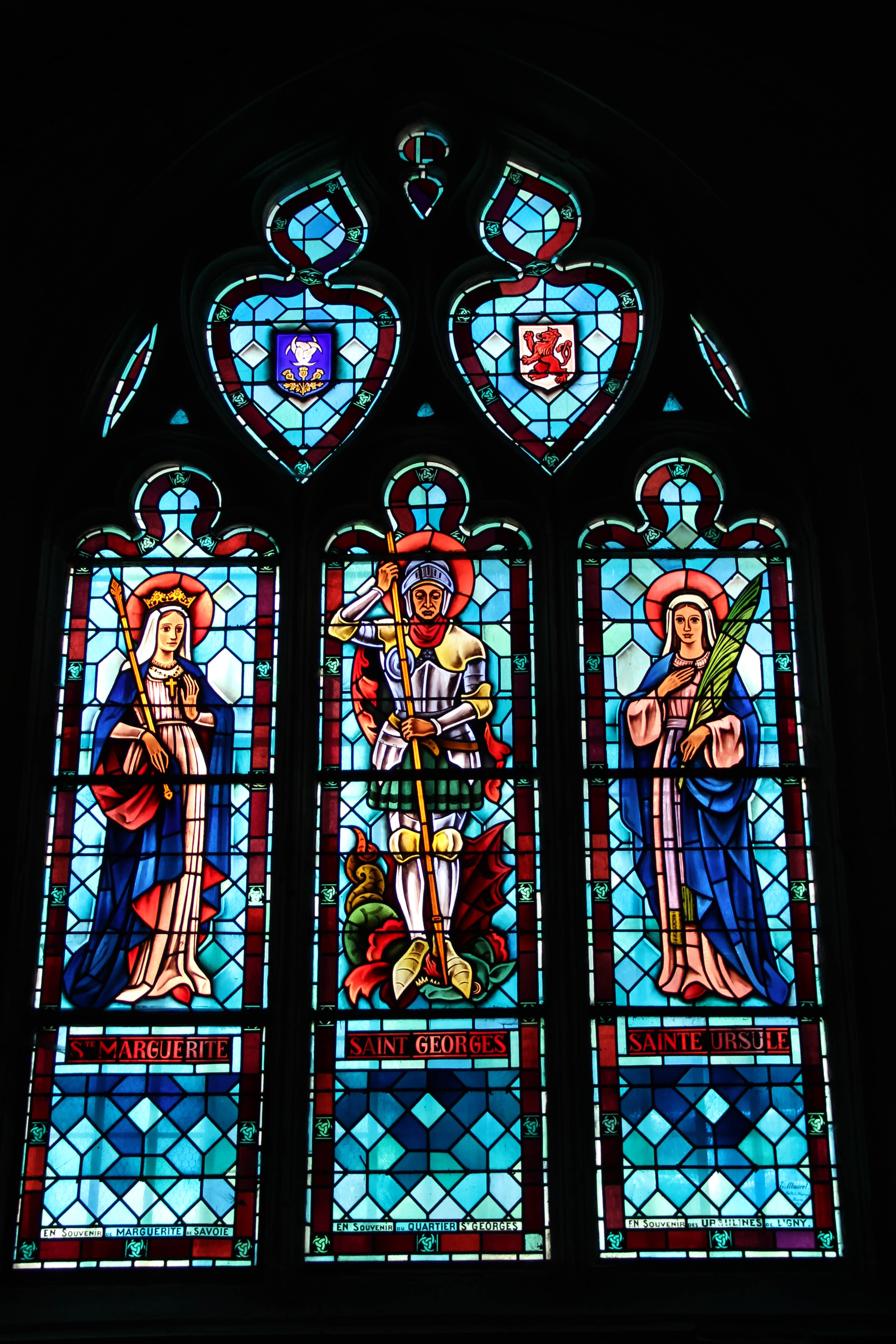
Vitrail.
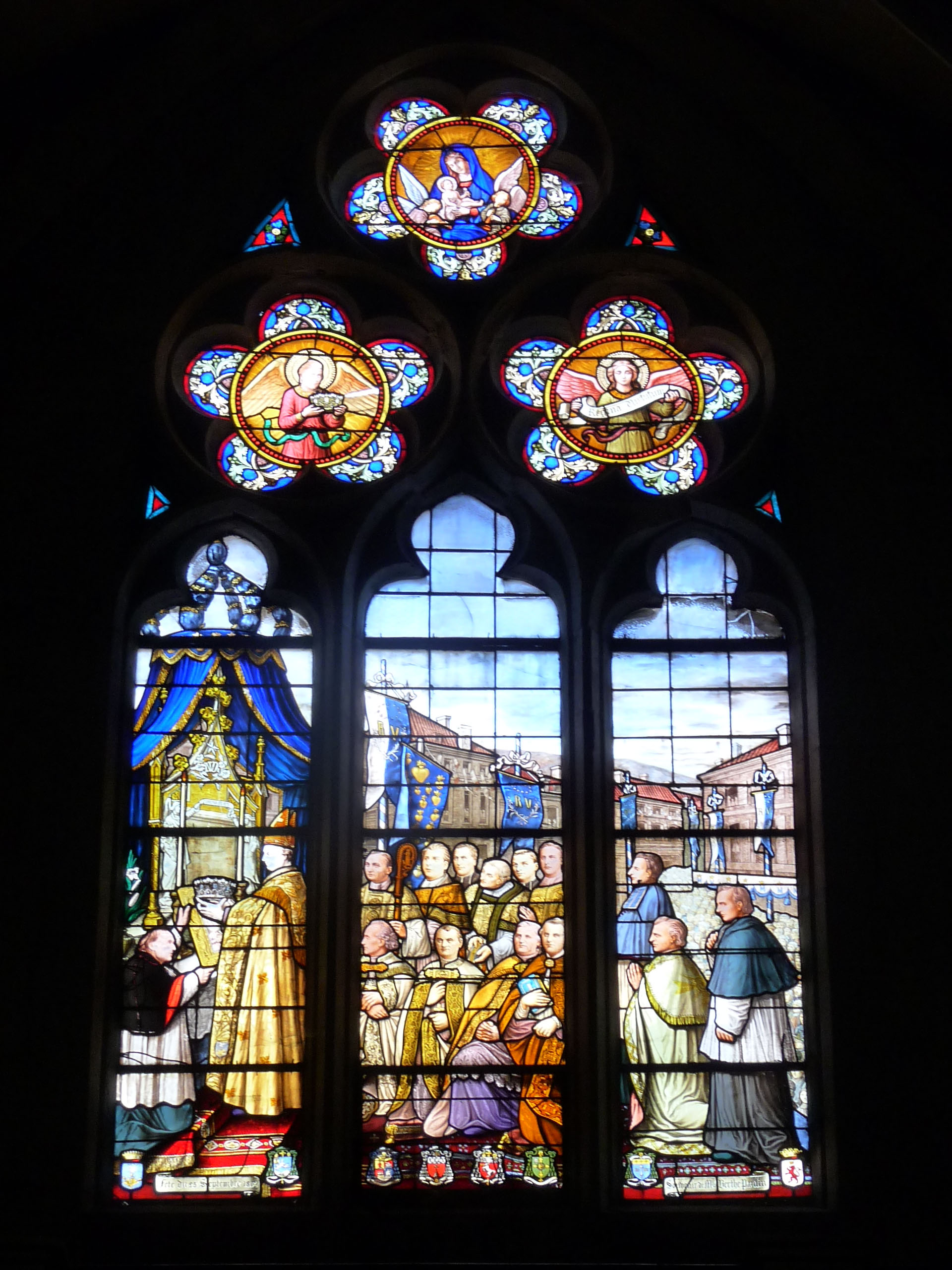
Vitrail.
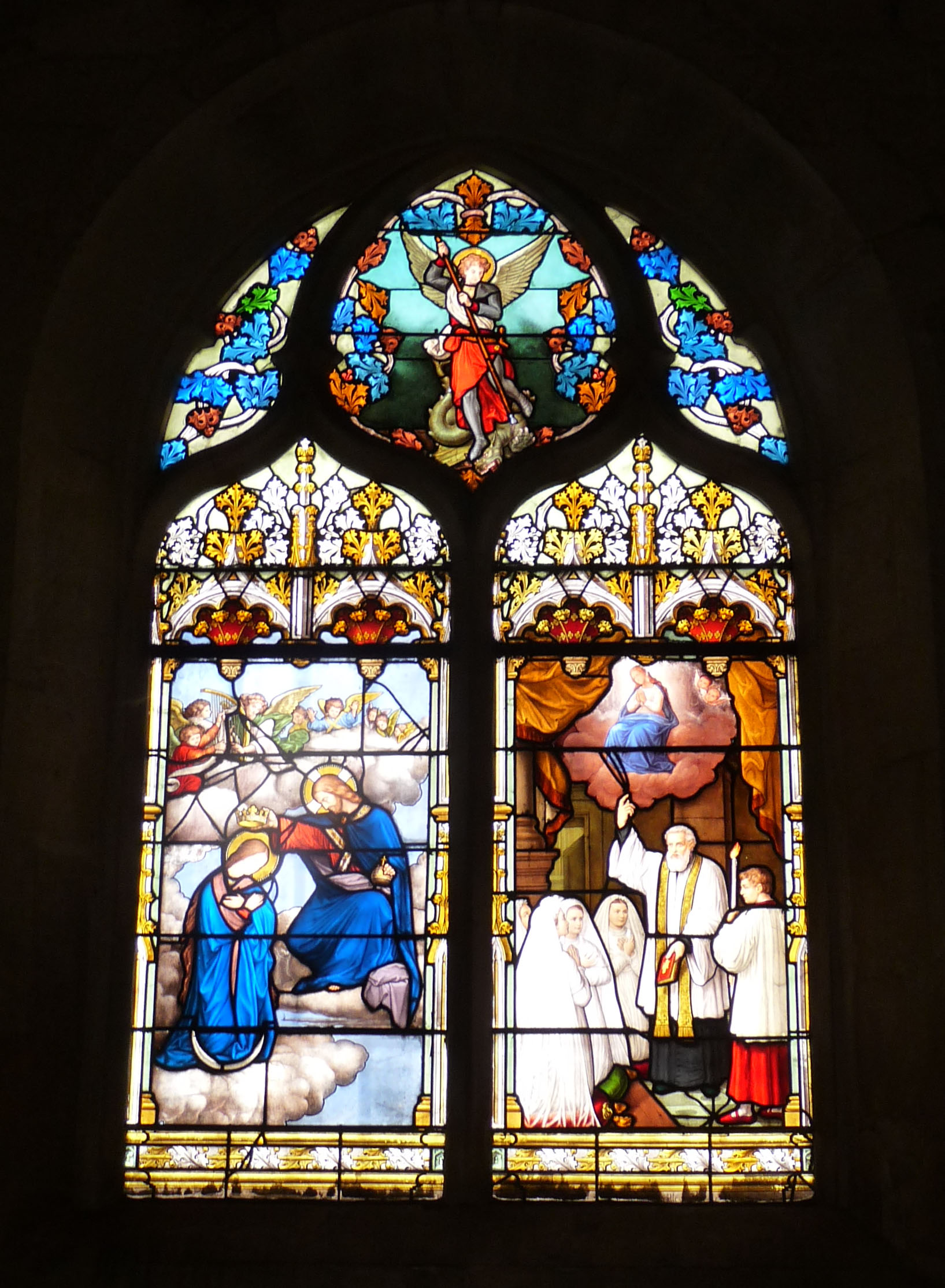
Vitrail.

La chapelle Notre-Dame-des-Fossés
Construite au début du XXe siècle en style néo-gothique, elle abrite une statue de Notre-Dame des Fossés sculptée au XVIe siècle par un artiste local. Cette Vierge en pierre tardivement recouverte d'une peinture polychrome était à l'origine au sommet de la tour Notre-Dame, tour qui renforçait le système défensif des remparts et surplombait les fossés du château. En 1763, alors que le château avait été démoli quelques années auparavant sur ordre de Stanislas Leszczynski, duc de Lorraine et de Bar, la statue fut placée dans une niche adossée aux restes de la tour, elle y est toujours protégée par une grille. Les ex-voto qui tapissent les murs témoignent de la croyance populaire qui attribuait à la source, aménagée en fontaine au pied de la statue, le pouvoir de guérir les maladies des yeux.
L'hôtel de ville du XVIIIe siècle
Construit en 1747-48, après la démolition du château, il s'intègre dans les travaux d'urbanisation lancés par les ducs Léopold et Stanislas. Ses ouvertures sont agrémentées de mascarons et l'intérieur est desservi par un grand escalier de pierre à rampe en ferronnerie élégamment ouvragée.Y sont présentées aux visiteurs une copie du plan dit Massu (fin XVIIIe siècle), une maquette de la ville au XVIIe siècle et un modèle réduit de la Porte Royale.
Le parc municipal ou parc de Luxembourg

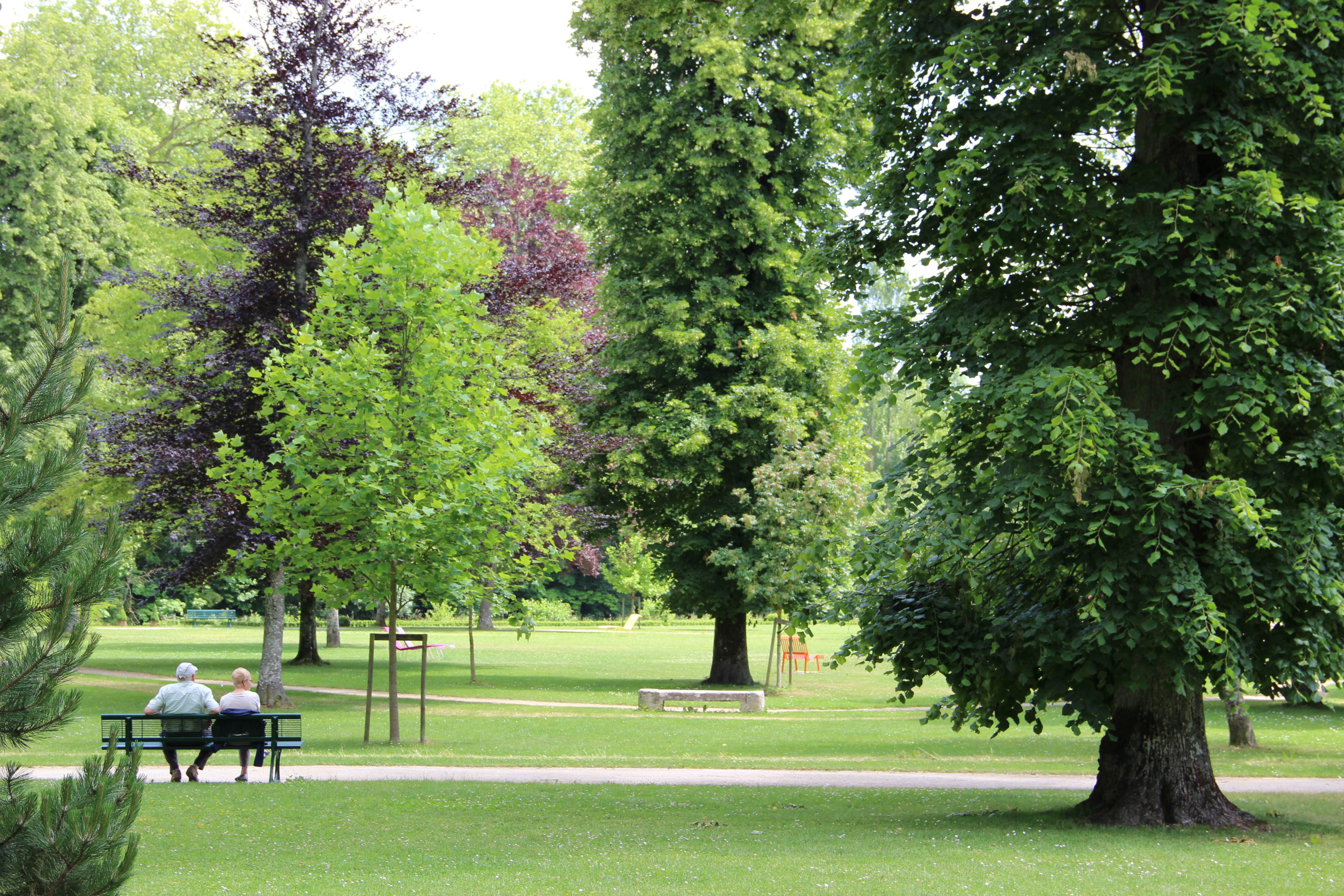
Le parc des Luxembourg

C'est l'ancien parc du château créé au XVe siècle et devenu propriété de la commune en 1794. En forme de L, d'une superficie de 6,5 hectares, dont 5,5 d'espaces verts classés site du patrimoine naturel national depuis 1932, il comprend aussi un foirail très animé par la foire foraine de la fête patronale au mois de mai. Il est un trait d'union entre la ville ancienne, les équipements sportifs (piscine, stade...) et les quartiers récents. Il est bordé par l'Ornain où, selon la légende, se baigne la fée Mélusine. Dès la fin du XVIIIe siècle, on y planta 600 arbres, de majestueux feuillus qui en font une agréable promenade ombragée tandis qu'un jardin anglais y fut créé en 1880 puis un kiosque à musique. À quelques pas de l'entrée côté foirail se dressent, depuis 1936, deux statues allégoriques du XIXe siècle : « La Chimie » et « L'Anthropologie » provenant de l'ancien palais du Trocadéro.
Au centre de la perspective principale du parc, le monument aux morts de la Première Guerre mondiale, œuvre du sculpteur Gaston Broquet, rend hommage aux 240 soldats et victimes de guerre linéens. Sur une dalle soutenue, à chaque extrémité, par deux femmes assises tête inclinée, gît un poilu. À chaque angle, un écusson de bronze, l'un représente les armoiries de Ligny, les autres évoquent son histoire et ses activités économiques.
Les portes monumentales de la ville
Il ne reste que deux des grandes portes de ville édifiées au XVIIIe siècle dans le cadre des travaux d'urbanisme entrepris par les ducs de Lorraine : la Porte de France (1780), certainement la plus belle et la Porte de Givrauval. La Porte de France aussi appelée Porte Dauphine ou porte de Velaines, fut endommagée à la Libération de Ligny en août 1944. Inscrite à l'inventaire des monuments historiques en 1928, elle a été soigneusement restaurée ensuite. La Porte de Strasbourg en forme d'arc de triomphe sans ornementation fut démolie le 25 septembre 1944 (3 semaines après la libération de la ville) pour laisser passer les troupes américaines et leur matériel.

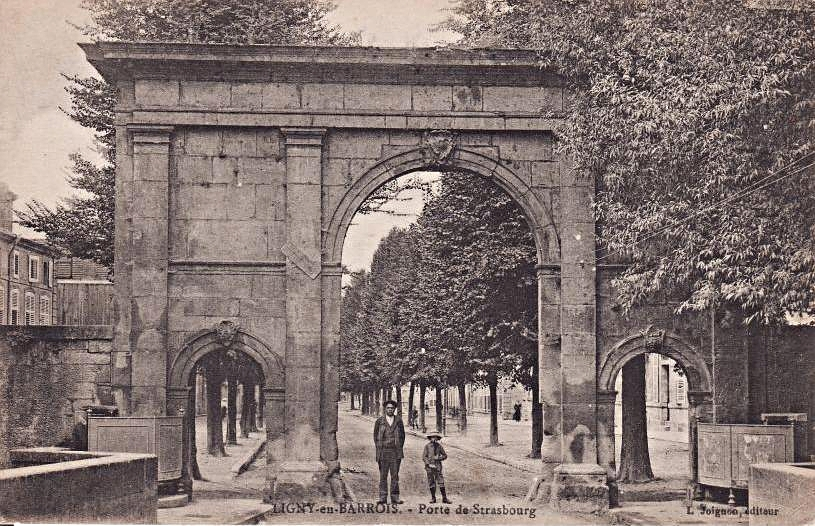
L'ancienne porte de Strasbourg.
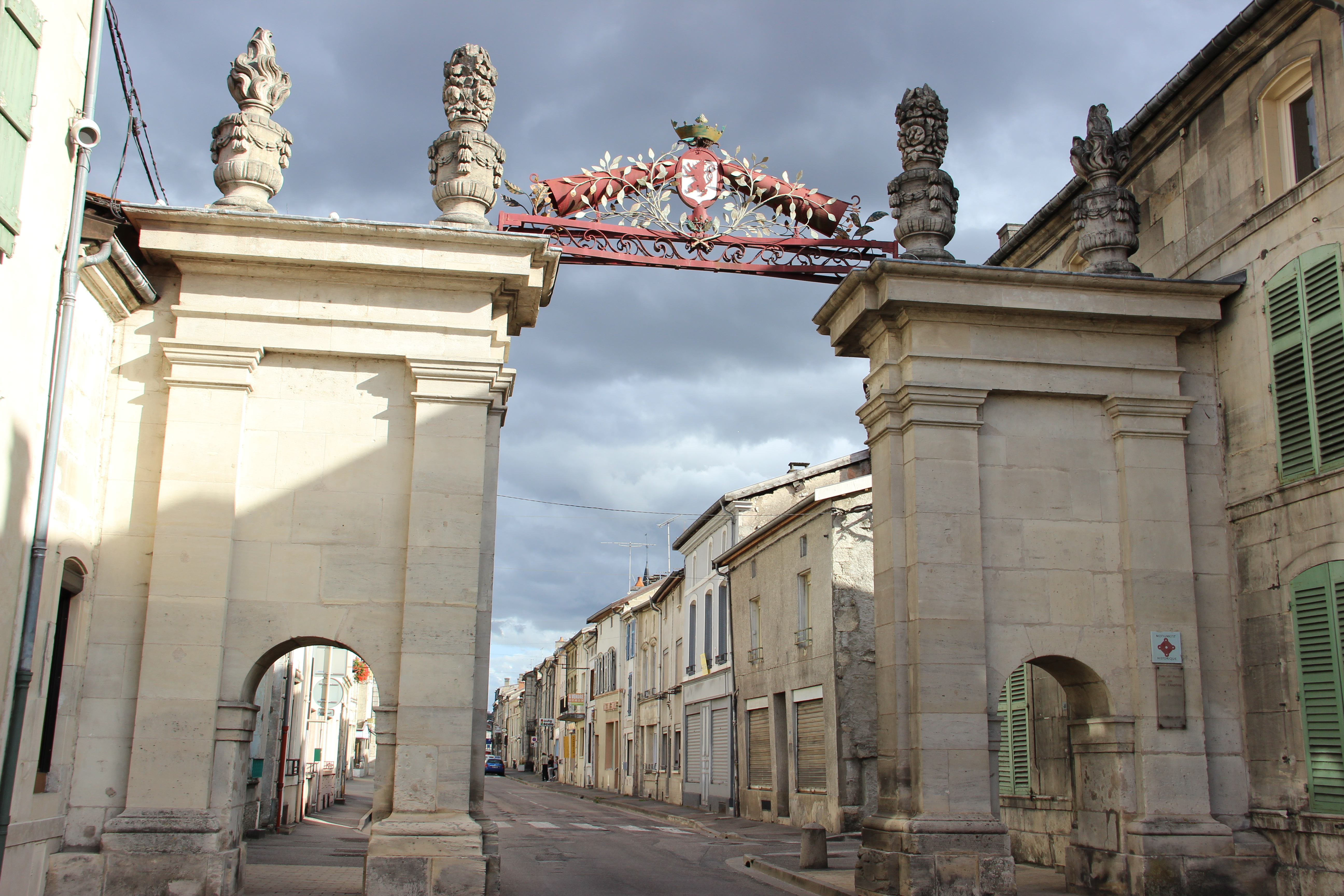
La porte de France.
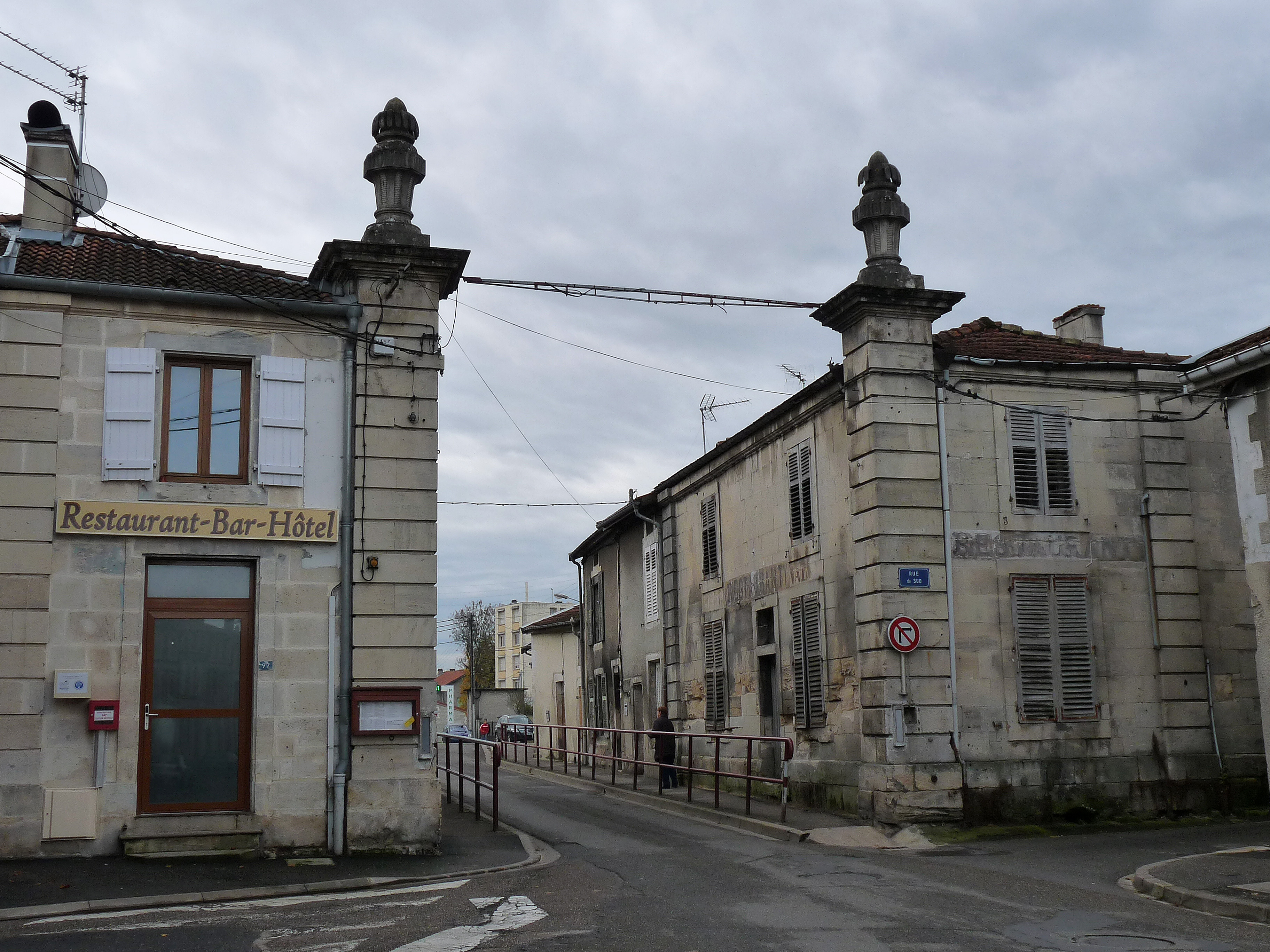
La porte de Givrauval.

Maison du XVIIIe siècle
Demeure urbaine, au 79 rue du Général-de-Gaulle, ayant conservé son décor intérieur du XVIIIe siècle inscrite au titre des monuments historiques depuis 1993.
Maison du XIXe siècle
Maison, au 7 rue Notre-Dame, ayant un salon lambrissé inscrite au titre des monuments historiques pour son décor intérieur depuis 2003.
Propriété La Chiennerie
Construite du XVIe au XVIIIe siècle, boulevard de l'Ornain, elle est inscrite au titre des monuments historiques pour les façades et toitures du bâtiment principal depuis 1973.
La statue de Pierre Barrois
Cette statue représente le général d'empire Pierre Barrois, natif de la ville. Il acquiert une grande notoriété lors de l'épopée napoléonienne, participant à quelques grandes batailles (Ligny, Waterloo), voyant même son nom inscrit sur l'arc de triomphe. Elle a été érigée en 1903, puis déboulonnée en 1942 par les forces d'occupation nazies, afin de la fondre et d'utiliser son bronze pour construire des canons. Dans les années 1990, les moules originaux sont retrouvés, et la municipalité charge la section fonderie du lycée Loritz de Nancy de la refonte de la statue. Il leur faudra 25 ans et une dizaine de promotions pour en refondre chaque pièce. Le 15 novembre 2023, 81 ans après le déboulonnage, et exactement 120 ans après sa première inauguration, le monument est de nouveau inauguré place de la République. Il n'est, en raison de sa jeunesse, pas inscrit aux monuments historiques, mais est un symbole marquant d'une ville qui porte le nom de ce général.

### Personnalités liées à la commune

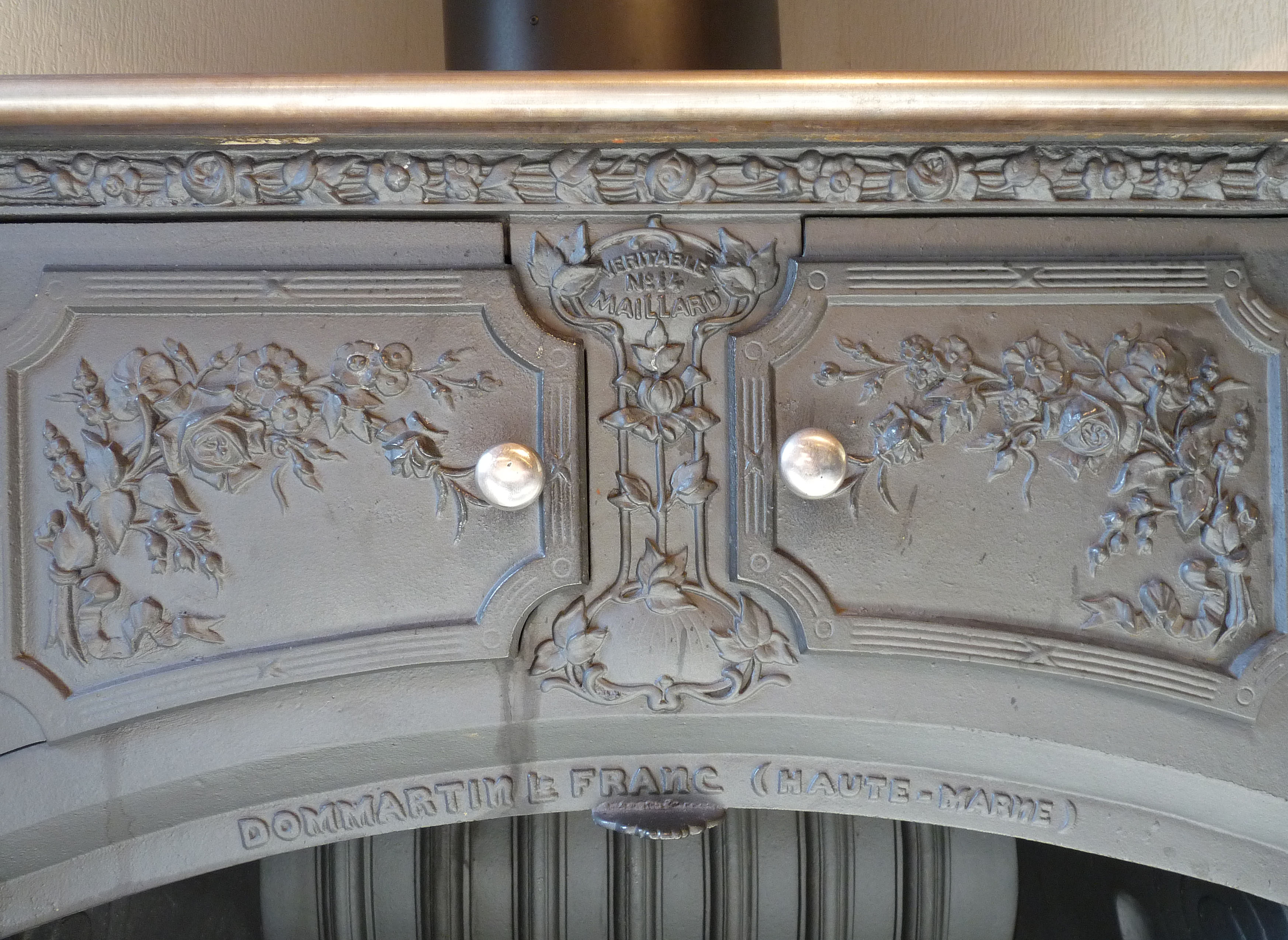
Cheminée-cuisinière Maillard (détail).

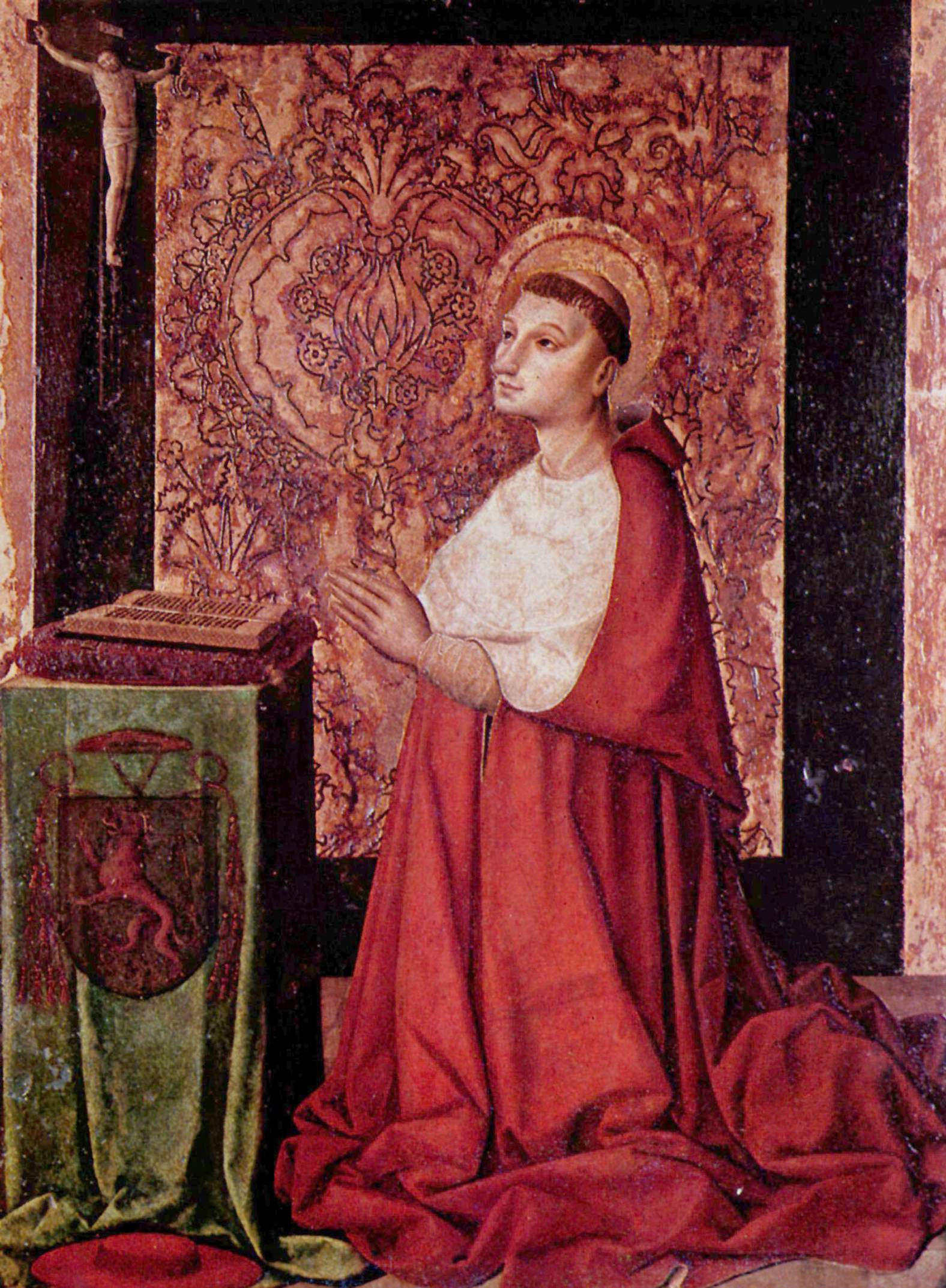
La Vision de Pierre de Luxembourg.

- Jean de Luxembourg-Ligny (° ? – † 1373) - Évêque de Mayence.
- Pierre de Luxembourg (° 1369 – † 1387) - Né à Ligny-en-Barrois, cardinal d'Avignon.
- Joseph Paignat (1723-1807), général des armées de la République, est décédé dans la commune.
- Alexandre-Louis de Villeterque (1759 - 1811), écrivain et journaliste né à Ligny-en-Barrois.
- Pierre Barrois (° 1774 – † 1860) - Né à Ligny-en-Barrois, général d'Empire ; décédé à Villiers-sur-Orge (Essonne).
- René Gillet (1845-1923), homme politique né à Ligny-en-Barrois, maire de Beauzée-sur-Aire, député de la Meuse de 1885 à 1889.
- Brigitte Bardot, dont le père, Louis Bardot, est originaire de Ligny-en-Barrois.
- Mélanie Chasselon, compositrice française, née et morte à Ligny-en-Barrois.
- Serge Brunoni (1938-2020), peintre autodidacte ayant vécu au Québec, est né à Ligny-en-Barrois.

### Héraldique, logotype et devise
| Blason de Ligny-en-Barrois | Blason  | D’azur à trois croissants d'argent entrelacés en chef et trois chardons d’or en pointe feuillés et tigés de même. Devise / CriEn mes peines je vais croissant,. |
| Blason de Ligny-en-Barrois | Détails | Il s'agit d'armes parlantes (voir la devise). Le statut officiel du blason reste à déterminer.                                                                  |

Les anciens seigneurs de Ligny portaient : d'azur au chevron d'or.